# Microdebilissa homalina
Microdebilissa homalina là một loài bọ cánh cứng trong họ Cerambycidae.